# Sapuyes
Sapuyes es un municipio colombiano ubicado en el departamento de Nariño, en el suroccidente de la nación. Limita por el norte con Santacruz y Túquerres, por el oeste con Guachucal, Mallama, por el este con Ospina y por el sur con Pupiales, Gualmatán y Guachucal.
Es un municipio con aproximadamente siete mil habitantes, que en su mayoría se dedican a la agricultura, a la ganadería y al comercio en general.:)

## Toponimia
Fue fundado por Sebastián de Belalcázar en 1543 con el nombre de Villa de Sapuyes, en honor al cacique Antonio Sapuyana. Fue erigida en municipio el 30 de noviembre de 1849. 

## División político-administrativa
Además de su cabecera municipal, Sapuyes tiene bajo su jurisdicción los siguientes centros poblados:
- El Espino
- Uribe

## Historia
En tiempos de la conquista española de América, Sebastián de Belalcázar al aproximarse en su viaje a Quito llegó a divisar en su marcha por el camino de herradura, el trayecto que atraviesa lo que hoy es la estrella hídrica del Páramo Paja Blanca, un asentamiento de pequeñas casas; adentrándose hasta la población comprobó que eran indígenas Paguayos, dependientes del cacique Sapuyana, y este a su vez del cacique Colimba.
De forma pacífica estos indígenas se sometieron y Belalcázar fundó en las laderas del Páramo Paja Blanca la población de Sapuyes, nombre dado en honor al cacique que los comandaba, a fecha 15 de septiembre de 1543.
Sapuyes comenzó su crecimiento convirtiéndose en paso obligado para los viajeros que iban de Popayán a Quito; sin embargo, años más tarde la población fue consumida por varios incendios cuya consecuencia directa fue la decadencia de la ciudad y el traslado como centro económico importante hacia Túquerres.

## Ecología
El municipio de Sapuyes posee una riqueza ecológica inexplotada, cuenta con la mayor área territorial del volcán Azufral y la Laguna Verde, y parte del páramo Paja Blanca en la actualidad declarado parque Regional Natural.